# Plymouth Road Runner
La Road Runner fu una vettura prodotta dalla sezione Plymouth della Chrysler dal 1968 al 1980. Apparteneva alla tipologia delle muscle car, allora molto diffusa negli Stati Uniti. Ottenne un discreto successo grazie alle sue caratteristiche tecniche e al prezzo contenuto.

## Storia

### Prima serie (1968-1970)
La prima serie della Road Runner venne lanciata nel 1968. Il nome del modello deriva da quello del personaggio della Warner Bros., perennemente cacciato da Wile Coyote. La Plymouth dovette versare 50.000 dollari alla compagnia cinematografica per poter utilizzare il nome e per poter applicare sull'auto piccole decorazioni raffiguranti il personaggio, mentre altri 10.000 dollari vennero investiti per produrre uno speciale clacson che riproducesse fedelmente il caratteristico "beep beep" dell'uccello.
Basata sul pianale B della Chrysler, già utilizzato in particolare per la GTX, la Road Runner doveva rappresentare un "ritorno alle origini" per le muscle car, visti i suoi interni poveri e la scarsità di optional a disposizione. Con motore anteriore e trazione posteriore, montava un propulsore modello 383 V8 di 6300 cm³ di cilindrata che sviluppava una potenza di 335 CV, oppure un motore V8 Hemi da 425 CV, grazie al quale poteva percorrere un quarto di miglio in circa 14 secondi. Il cambio di serie era manuale a quattro rapporti, mentre tra gli optional la Plymouth offriva un automatico a tre rapporti.
La Road Runner venne messa in vendita ad un prezzo di 3.000 dollari in due diverse versioni, una con tetto rigido e l'altra dotata di hard-top. Solo nel primo anno ne vennero vendute 45.000, a fronte di un'iniziale previsione da parte della Plymouth di 2.000, risultando la terza muscle car per numero di vendite dietro alla Pontiac GTO ed alla Chevrolet Chevelle. L'anno successivo entrò in produzione la versione cabriolet (tolta dal mercato già nel 1970 a causa delle scarse vendite) ed un nuovo motore di 7200 cm³ di cilindrata e 390 CV di potenza venne aggiunto alla gamma, con 200 km/h di velocità massima ed un’accelerazione da 5,5 sullo 0-100 km/h. Questa versione della Road Runner servì inoltre da base per la Superbird, un'auto da corsa progettata per la NASCAR che nel 1970 ottenne otto vittorie per poi uscire di scena l'anno dopo.

### Seconda serie (1971-1975)

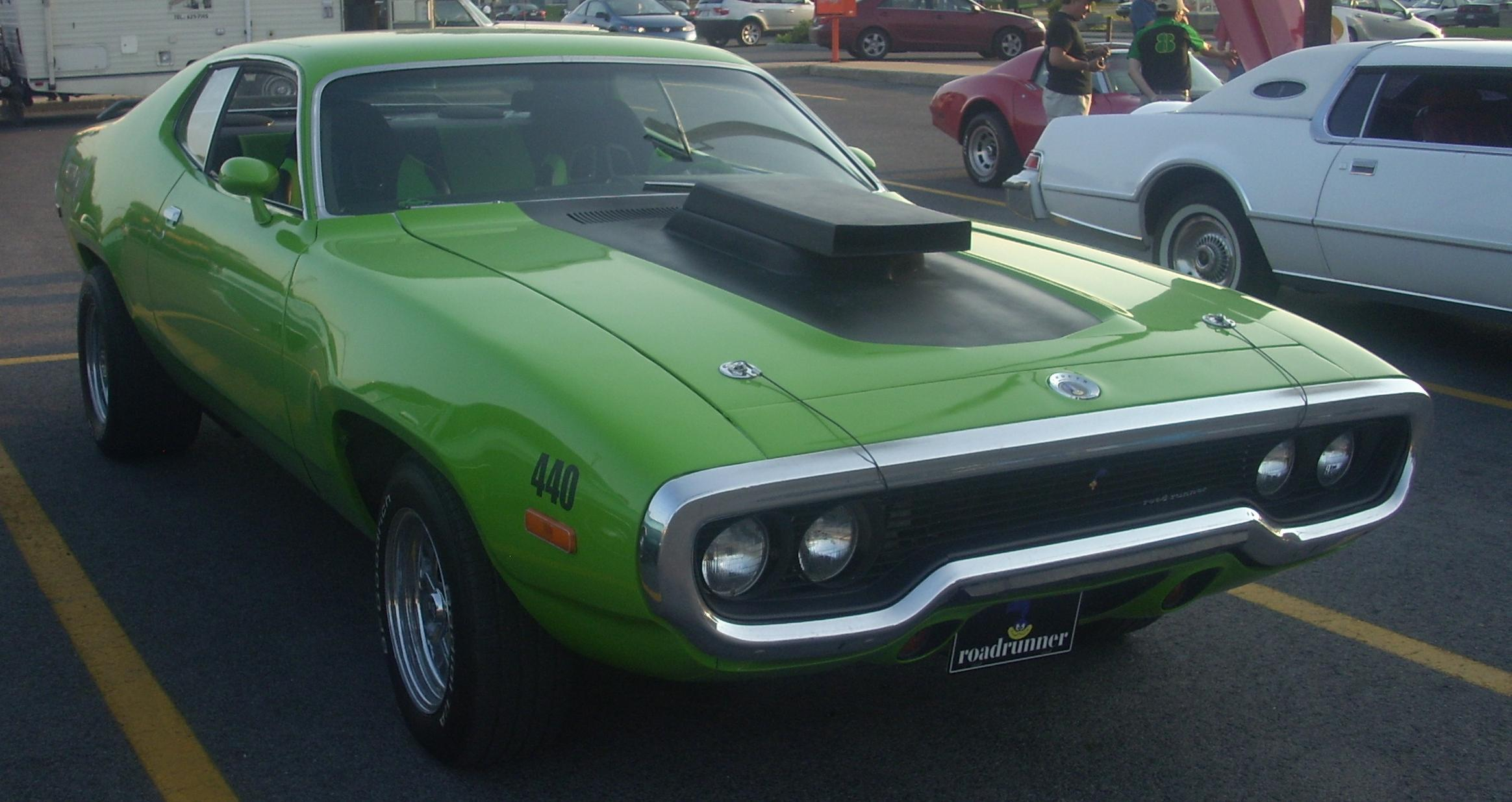
Una Road Runner seconda serie

La nuova Road Runner fu presentata al pubblico nel 1971, con un design più "arrotondato" per uniformarsi agli altri modelli della Plymouth, una migliore aerodinamica ed una nuova versione depotenziata a 300 CV del 383 V8. Tuttavia il 383 V8 fu rimosso già l'anno dopo in favore del nuovo modello 400, peraltro più debole (280 CV) per uniformarsi agli appena introdotti standard di emissioni. La Road Runner, che tra l'altro aveva ormai soppiantato la GTX nella gamma Plymouth, perse sensibilmente in prestazioni (per percorrere un quarto di miglio ora impiegava 16 secondi) e in vendite.

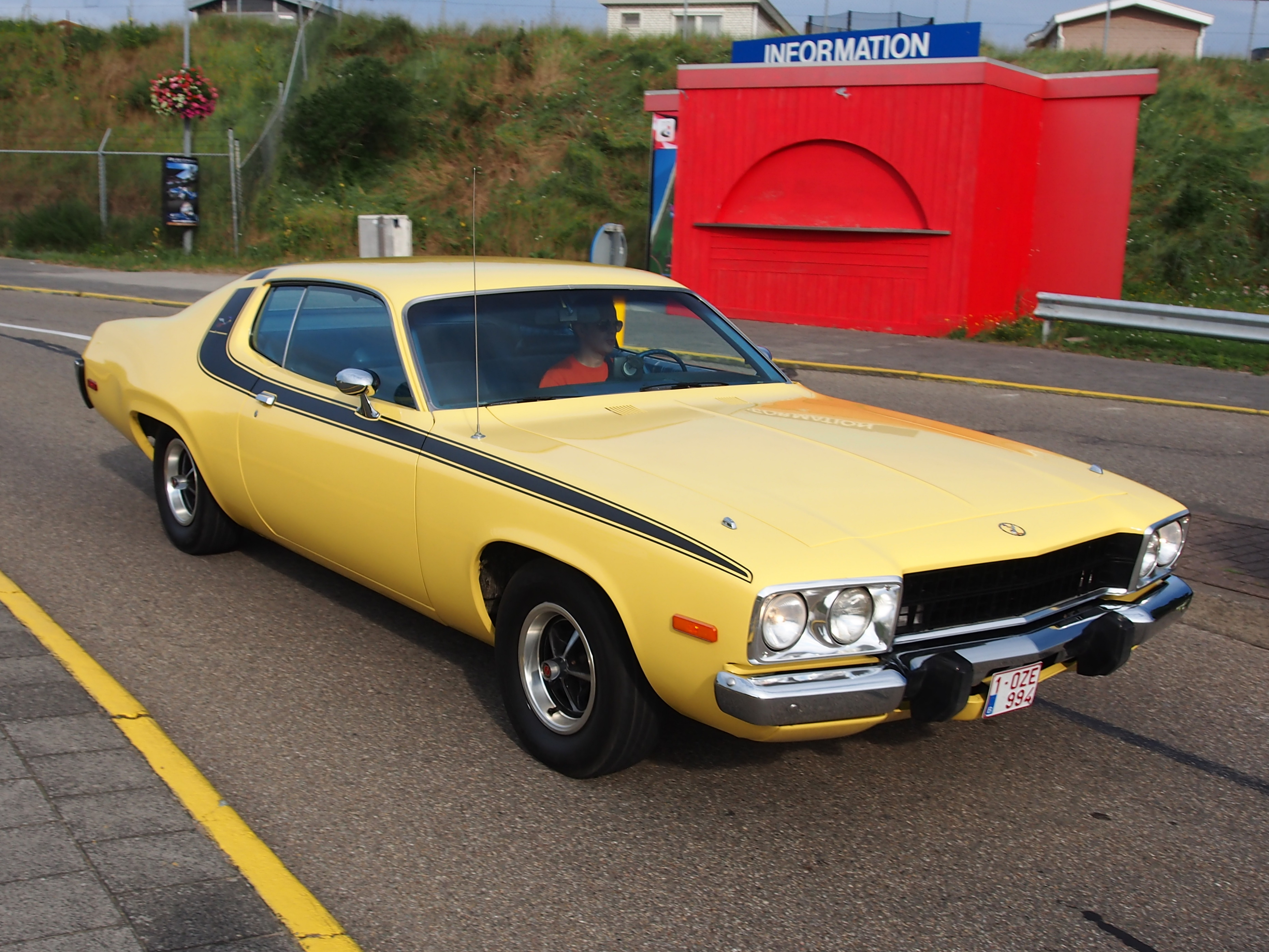
Plymouth Road Runner

### Terza serie (1976-1980)
Nonostante vari cambi di motorizzazione protrattisi fino al 1975, la Road Runner non si risollevò più nelle vendite, e in quell'anno venne rimpiazzata da un nuovo modello, la Volare, basata su un modello Dodge. Il nome Road Runner rimase abbinato alla Volare, seppur ridotto quasi al ruolo di decorazione e poco altro a livello tecnico, fino al 1980, anno in cui la Volare, e con essa la Road Runner, uscì di produzione.